# 金躍淵
金 躍淵（キム・ヤギョン、朝鮮語: 김약연、1868年9月12日 - 1942年10月29日）は、朝鮮の独立運動家・儒学者。本貫は全州金氏。雅号は圭巌。崔世平という仮名も使った。詩人尹東柱の外叔父である。

## 人物
咸鏡北道鍾城で生まれ、咸鏡北道会寧で成長した。1900年に家族で間島の竜井へ移民し、1901年に「圭巌斎」を設立した。圭巌斎は小規模な書堂だったが、「瑞甸書塾」を承継し、「明東書塾」を経て1909年には「明東学校」と「明東女学校」へと発展し、同地域の教育啓蒙運動の中心になった。
本来は儒者であったが1909年にプロテスタントに入教後、1929年に平壌神学校を卒業した。明東教会を設立して後に牧師になり、日本統治時代の間島抗日運動の求心点として活動した。
間島地域自治機構「カンミンヘ」（간민회）を結成を主導して会長を引き受け、1918年に戊午独立宣言にも参加した。
1977年に建国勲章独立章を受賞した。移民後に開拓して拠点とした龍井の明東村に記念碑が建てられている。
孫の김재홍(キム・チェホン)が서굉일(ソ・ケイル)と共著した伝記《圭巌金躍淵先生》がある。

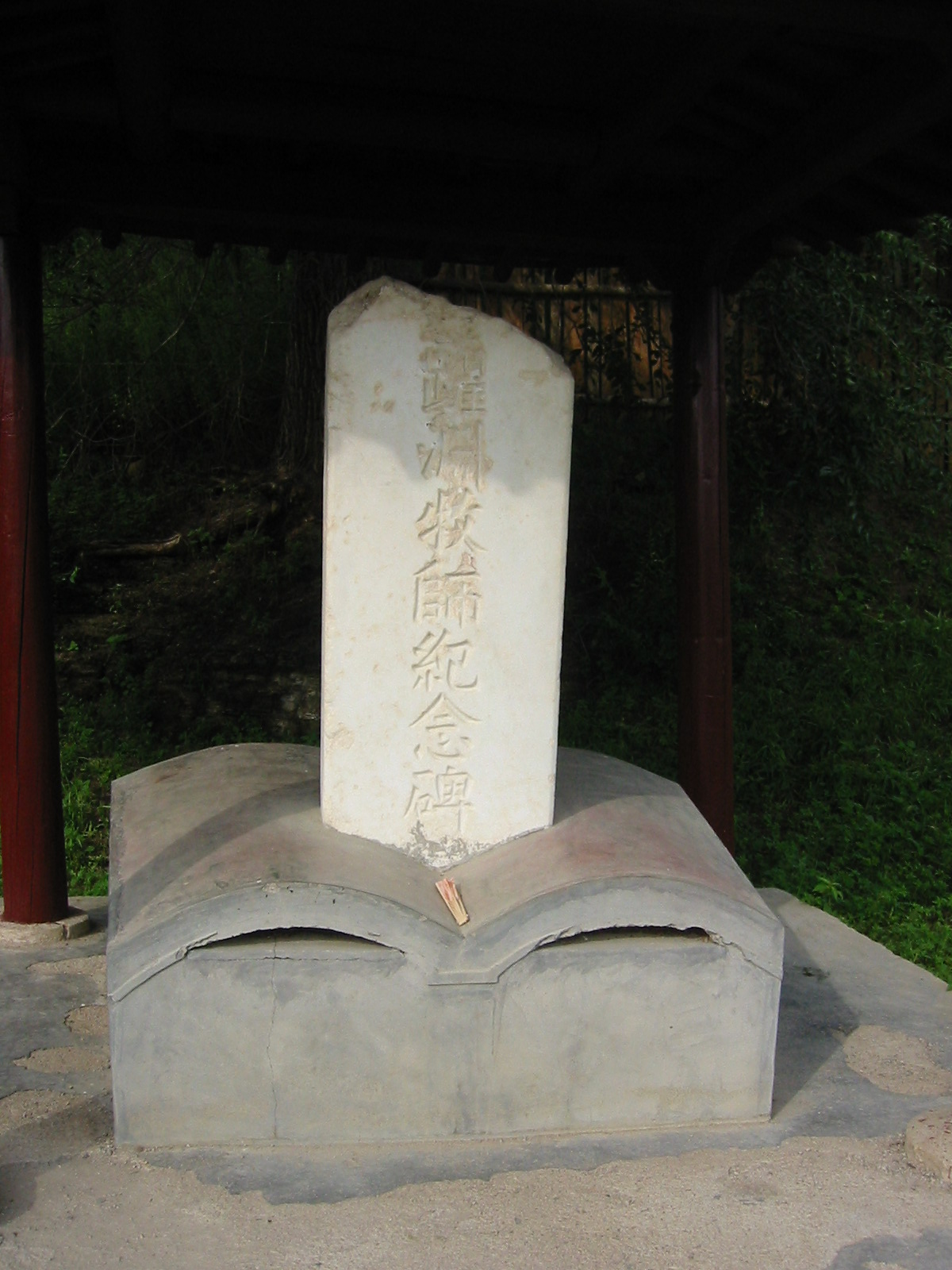
龍井市の金躍淵牧師紀念碑
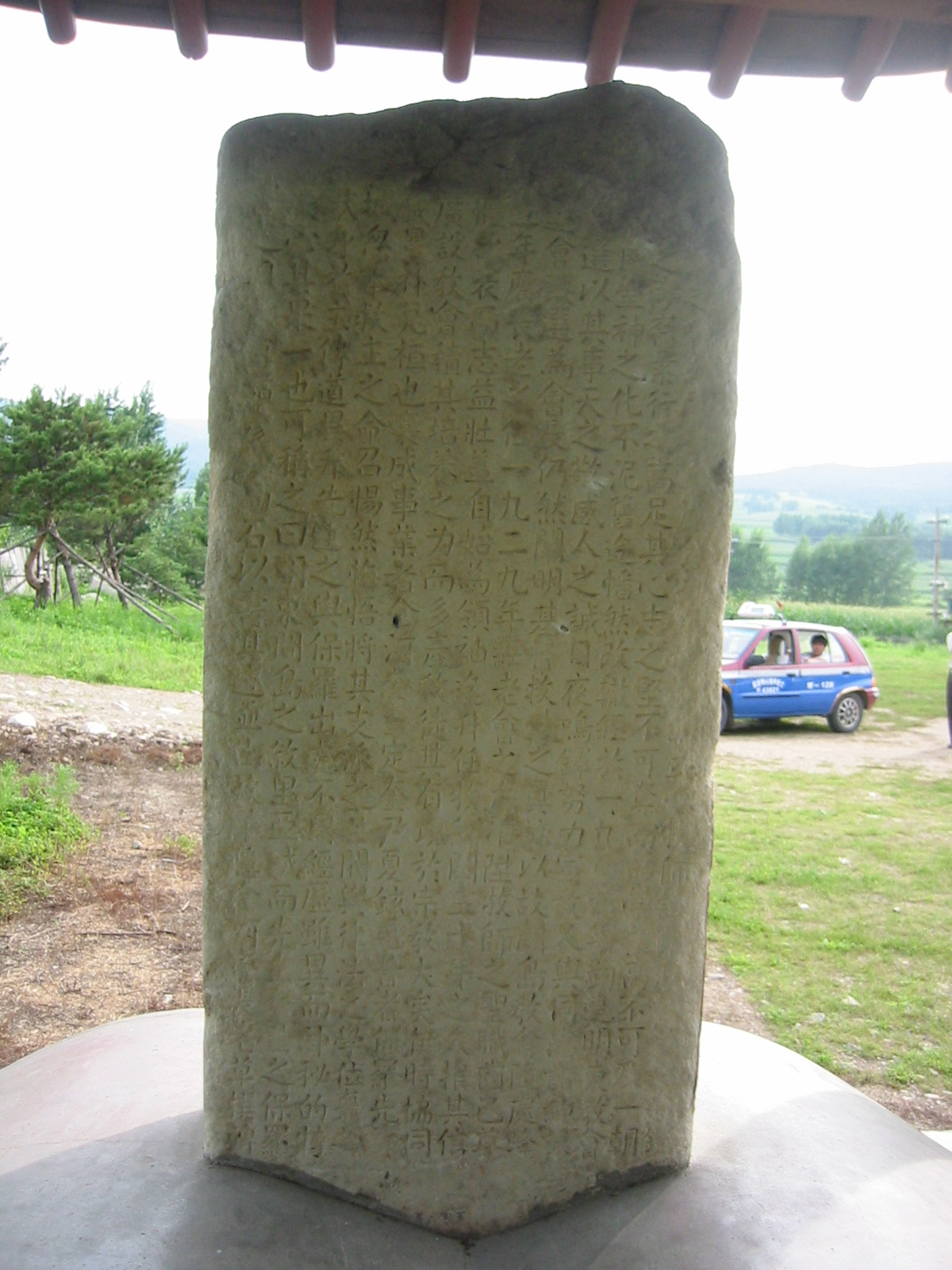
龍井市の金躍淵牧師紀念碑
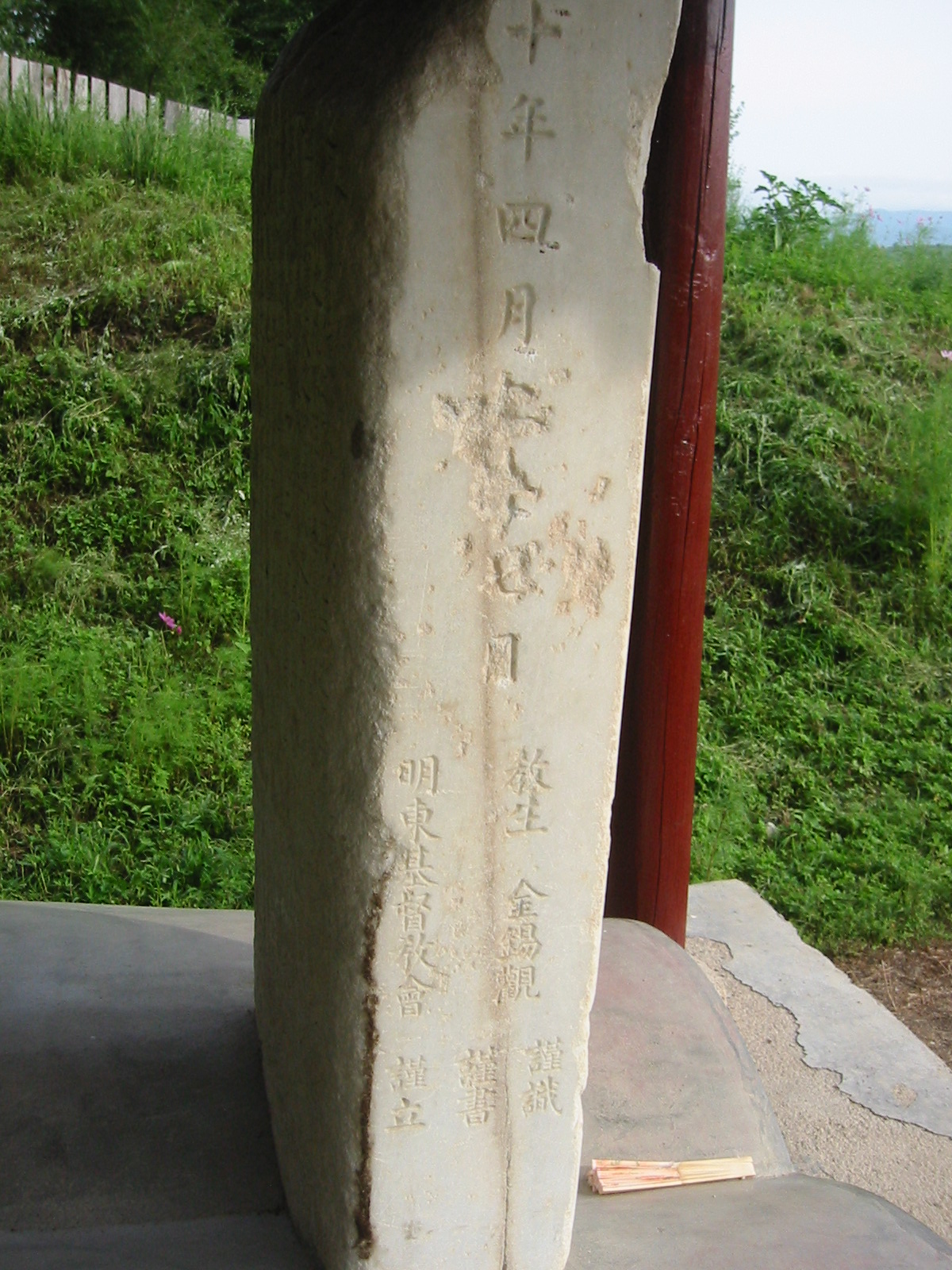
龍井市の金躍淵牧師紀念碑

## 参考サイト
- 大韓民国国家報勲処, 이 달의 독립 운동가 상세자료 - 김약연, 1997년[リンク切れ]
- 《한겨레신문》 (2007.6.18) 해방의 등불 된 ‘간도의 대통령’ - 한국판 모세’ 김약연 선생
- 《경향신문》 (2005.6.27) 다시쓰는 독립운동列傳 Ⅱ 중국편－5. ‘간도의 한인대통령’ 김약연